# Maher (NGO)
Maher (NGO) (in Marathi: Haus der Mutter) ist eine interreligiöse, nichtstaatlich finanzierte Organisation in Indien, die sich der medizinischen Versorgung, der Ausbildung und der Rehabilitation bedürftiger, vernachlässigter und mittelloser Frauen, Männer und Kinder, sowie der Entwicklungshilfe in indischen Dörfern und Stämmen widmet.
Gegründet wurde Maher 1997 von Schwester Lucy Kurien, einer römisch-katholischen Ordensfrau aus Kerala. Inzwischen gibt es 66 Standorte in sieben indischen Bundesstaaten, in Maharashtra im Großraum Pune, in Kerala, Karnataka, Andhra Pradesh, Westbengalen, Bihar und Jharkhand.

## Philosophie
Obwohl die Mehrheit von Mahers Bewohnern dem Hinduismus angehört, werden alle Religionen und Glaubensrichtungen toleriert.
So feierte Maher im November 2012 Diwali, das hinduistische Fest des Lichts, indem Menschen verschiedenster Religionen zusammenkamen und beteten.
Maher unterstützt ärmere Gemeinschaften in ländlichen Regionen durch Bildung und Verpflegung und vermittelt dadurch auch das Konzept von umweltschonendem Handeln zum Beispiel in der Landwirtschaft. Das Umweltbewusstsein soll sich im Alltag und bei Festivitäten widerspiegeln. Jedes Kinder- und Jugendhaus ernennt einen „Minister for Environment“ und Maher benutzt im jährlichen Holi Festival natürliche statt der häufig verwendeten synthetischen Farben.

## Geschichte

### Die Anfänge (1991)

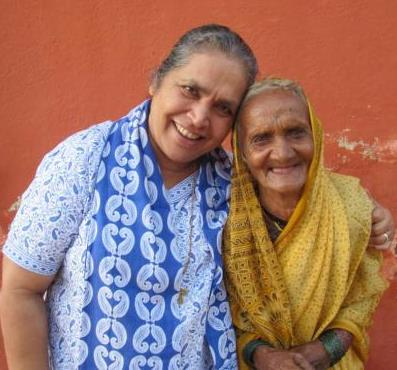
Sister Lucy Kurien (links), Gründerin von Maher

Im Jahr 1991, als Sister Lucy noch bei der Organisation H.O.P.E arbeitete, kam eine schwangere Frau zu ihr und bat sie um Hilfe. Sie befürchtete, dass ihr Ehemann sie umbringen würde, um eine andere Frau heiraten zu können. Sr. Lucy versprach zu helfen und riet der Frau, am nächsten Tag wiederzukommen.

„I was brought up in a secure family environment and I was unaware that one night could make such a difference to the life of a woman"; "That very night, her husband, in a drunken rage, set her on fire. I actually saw the blazing woman and heard her shrieks of agony. We put the fire out and took her to a hospital but she died of 90 degree burns and with her died the seven month old foetus. I was devastated.“

Nach diesem Erlebnis beschloss Sr. Lucy Maher zu gründen, um nicht mehr an die Regeln des Klosters gebunden zu sein und mehr für die Menschen tun zu können. In dem kleinen Dorf Vadhu Budruk, außerhalb von Pune, wurde am 2. Februar 1997 das erste Maherhaus eröffnet.

### Weitere Entwicklung (1997–2023)
Maher begann mit Schwester Lucy, einem Haus, drei Bewohnern und einschüchternden Voraussetzungen. Heute unterstützt eine liebevolle Gemeinschaft aus Ärzten, Sozialarbeitern, Lehrern, Vertrauten, Geschäftsleuten und Freiwilligen mittlerweile über 10 000 Menschen (4237 Frauen, 4637 Kinder und 1015 Männer) in den Heimen. Hinzu kommen Tausende mehr, die Maher durch Programme, wie Kindergärten, Selbst-Hilfe-Gruppen, dörfliche Büchereien usw. unterstützt. Jeder ist willkommen bei Maher, unabhängig von der Religion, Kastenzugehörigkeit, Geschlecht, Hautfarbe oder dem sozialen Stand der Person.
Mahers Programme haben über eine Zeitspanne von 26 Jahren die Leben von über 40 000 Menschen geprägt und neben dem ursprünglichen Gebäude in Vadhu Budruk, wurden zusätzlich 65 Häuser gebaut (19 Frauenhäuser, 38 Kinderhäuser und 9 Männerhäuser). Auch die Reichweite Mahers wuchs über Maharashtra hinaus, sodass heute in insgesamt sieben Staaten Indiens (Jharkhand, Maharashtra, Kerala, Karnataka, Andhra Pradesh, West Bengal und Bihar) Maher-Heime vorzufinden sind. Auch die internationale Anerkennung und Unterstützung für Maher steigt mit den Jahren, besonders aus Österreich, Deutschland, den Vereinigten Staaten und dem Vereinigten Königreich.
Sister Lucy wurde aufgrund ihrer Arbeit mit Maher mit dem Nari Shakti Puraskar geehrt, welchen ihr der damalige Präsident von Indien, Pranab Mukherjee, überreichte. Hinzu kamen 2010 der DCCIA Award für ihre herausragende Arbeit im sozialen Bereich, den Global Women’s Leadership Award im Jahre 2011, Paul Harris Fellow, Vanitha, Woman of the year Award und vieles mehr. Auch im indischen Fernsehen treten Maher und Sister Lucy Kurien mehrmals auf, u. a. in der äußerst beliebten Show Satyamev Jayate, welche von dem Schauspieler Aamir Khan gehostet wird und im Vatican Radio. 2015 wurde Schwester Lucy zudem auf die Clinton Global Initiative eingeladen. Auch Papst Franziskus, den indischen Premierminister Narendra Modi und den ehemaligen US-Präsidenten Bill Clinton zu treffen, wurde ihr durch Maher ermöglicht. Im Mai 2017 wurde Maher der Konsultativstatus von dem Wirtschafts- und Sozialrat der Vereinten Nationen zugesprochen.

## Struktur
Mahers Aktivitäten werden in verschiedene Kategorien unterteilt, wobei Folgende die drei Hauptprojekte sind:
Matruchya (Marathi: der liebende Schatten der Mutter)
Kishoredham (Marathi: Ein Ort für Kinder)
Pitruchaya (Marathi: der liebende Schatten des Vater)
Geleitet wird die Organisation von Frauen – die Gründerin Schwester Lucy, die Vorsitzende Hirabegun Mulla und Sekretärin Nicola Pawar, sowie einem Vorstand aus Vertrauten Pradeep K. Sharma, Aniruddha Gadankush, Mercy Mendoca und Yogesh Bhor.

### Zusammenfassung aller Projekte
| Projekte                            | Projekte              | Projekte                                                                           |
| SN                                  | Name des Projekts     | Inhalt des Projekts                                                                |
| ----------------------------------- | --------------------- | ---------------------------------------------------------------------------------- |
| 1                                   | Ekata                 | Kostenfreie Provisionen für mittellose Familien                                    |
| 2                                   | Pragati               | Öffentlichkeitsarbeit in ländlichen Regionen                                       |
| 3                                   | Dnyan Ganga           | Dorf-Bibliotheken                                                                  |
| 4                                   | Swachchhata           | Vermikulturgruben, Biogasanlagen und Toilettenbau in Dörfern                       |
| 5                                   | Lokmangala            | Öffentlichkeitsprogramme in von Naturkatastrophen betroffene Gebiete               |
| 6                                   | Adiwasi Kalyan Kendra | Gemeinnützige Aktivitäten in Stämmen                                               |
| 7                                   | Karya Mandal          | Zentrale Verwaltungsstelle                                                         |
| 8                                   | Swavalamban           | Selbsthilfe-Gruppen in ländlichen Gemeinschaften                                   |
| Projekte für Frauen                 |                       |                                                                                    |
| SN                                  | Name des Projektes    | Inhalt des Projektes                                                               |
| 1                                   | Aadhar                | Arbeitsstellenvermittlung für Frauen und Jugendliche                               |
| 2                                   | Parishram             | Zentrum zum Erlernen von Fähigkeiten zur Einkommenserzielung und Produktionsstelle |
| Projekte für Kinder und Jugendliche |                       |                                                                                    |
| SN                                  | Name des Projekts     | Inhalt des Projekts                                                                |
| 1                                   | Gammatshala           | Tagesstätte für Kinder aus Migrantenfamilien                                       |
| 2                                   | Vidyalaya             | Unterricht für bedürftige Kinder in Dörfern                                        |
| 3                                   | Premalaya             | Integrative Kindertagesstätte                                                      |
| 4                                   | Ushalaya              | Kindergärten in Dörfern                                                            |
| 5                                   | Tantragyan            | Technisches Training für Jugendliche                                               |

### Zusammenfassung aller Maher-Häuser
| Frauenheime              | Frauenheime                                               | Frauenheime                                                                             |
| SN                       | Name des Hauses                                           | Zielgruppe des Hauses                                                                   |
| ------------------------ | --------------------------------------------------------- | --------------------------------------------------------------------------------------- |
| 1                        | Mamtadham                                                 | Heim für bedürftige und mental-beeinträchtigte Frauen in Vadhu Budruk                   |
| 2                        | Vatsalyadham                                              | Heim für vernachlässigte und mittellose Frauen                                          |
| 3                        | Santoshi                                                  | Heim für mental-kranke Frauen in Tirupati                                               |
| 4                        | Aashai                                                    | Medizinische Verpflegung und Heim für mittellose Mütter und Schwangere                  |
| 5                        | Mamata Nivas                                              | Heim für mental-kranke Frauen in Raxaul                                                 |
| 6                        | Sukhsandhya                                               | Heim für ältere Frauen                                                                  |
| 7                        | Pritaya                                                   | Heim für bedürftige und mental-beeinträchtigte Frauen                                   |
| 8                        | Snehasadan                                                | Heim für ältere Frauen in Ratnagiri                                                     |
| 9                        | Vishwadeep                                                | Heim für mental-beeinträchtigte Frauen und ihre Kinder in Miraj, Sangli District        |
| 10                       | Navsandhya                                                | Heim für ältere Frauen in Satara                                                        |
| 11                       | Maher Crane                                               | Heim für bedürftige und mental-beeinträchtigte Frauen in Satara                         |
| 12                       | Jeevanjali/Shantiniketan                                  | Heim für mental-kranke Frauen in Ranchi                                                 |
| 13                       | Sarvodaya                                                 | Heim für mental-kranke Frauen in Bokaro                                                 |
| 14                       | Anchal                                                    | Heim für mental-kranke Frauen in Kolkata                                                |
| 15                       | Anugraha                                                  | Heim für bedürftige und mental-beeinträchtigte Frauen in Loni BK. Karnataka             |
| 16                       | Jeevan Deep                                               | Heim für HIV-betroffene Frauen in Ratnagiri                                             |
| 17                       | Sangama                                                   | Heim für ältere Frauen in Bijapur                                                       |
| 18                       | Hira Niwas                                                | Heim für ältere Frauen in Wardha                                                        |
| Kinder- und Jugendhäuser |                                                           |                                                                                         |
| SN                       | Name des Hauses                                           | Zielgruppe des Hauses                                                                   |
| 1                        | Krupa                                                     | Kinderhaus für Kleinkinder in Apti                                                      |
| 2                        | Dayasagar                                                 | Kinderhaus für Mädchen in Bakori                                                        |
| 3                        | Gyansagar/Snehasagar                                      | Kinder- und Jugendhäuser für Jungen in Bakori                                           |
| 4                        | Tara                                                      | Kinderhaus für Mädchen in Chancho                                                       |
| 5                        | Snehalaya / Anand Bhavan                                  | Kinderhäuser für Jungen in Chancho                                                      |
| 6                        | Jeevodaya                                                 | Kinderhaus für Mädchen in Gomia                                                         |
| 7                        | Jeevodaya                                                 | Kinderhaus für Jungen in Gomia                                                          |
| 8                        | Geethanjali                                               | Kinderhaus für Mädchen in Ranchi                                                        |
| 9                        | Anand Balsadan/Ashakiran                                  | Kinderhäuser für Mädchen in Kendur                                                      |
| 10                       | Snehabhavan/Snehakiran                                    | Kinder- und Jugendhäuser für Mädchen in Perumpilly                                      |
| 11                       | Vishwadeep                                                | Kinderhaus für Kleinkinder in Miraj                                                     |
| 12                       | Premankur/Balgruha                                        | Kinderhäuser für Kleinkinder in Ratnagiri                                               |
| 13                       | Ashadeep                                                  | Kinderhaus für Mädchen in Ratnagiri                                                     |
| 14                       | Neelkamal                                                 | Kinderhaus für Mädchen in Manjari Kh                                                    |
| 15                       | Maher Crane Home                                          | Jugendhaus für Mädchen in Satara                                                        |
| 16                       | Happy Home                                                | Kinderhaus für Jungen in Awhalwadi                                                      |
| 17                       | Neev                                                      | Kinderhaus für Jungen in Mumbai                                                         |
| 18                       | Snehasadan                                                | Kinderhaus für Jungen in Shirur                                                         |
| 19                       | Navjeevan                                                 | Kinderhaus für Jungen in Tharkavasti                                                    |
| 20                       | Swagat                                                    | Kinderhaus für Jungen in Wadgaonsheri                                                   |
| 21                       | Sadabahar/Premsagar                                       | Kinderhäuser für Mädchen in Wadgaonsheri                                                |
| 22                       | Aboli / Mogra / Champa / Jai / Chameli                    | Kinder- und Jugendhäuser für Mädchen in Vadhu Budruk                                    |
| 23                       | Zendu / Shining Star / Rising Star / Jaswanti / Suryodaya | Kinder- und Jugendhäuser für Jungen in Vadhu Budruk                                     |
| 24                       | Neelamma                                                  | Jugendhaus für Mädchen in Indi                                                          |
| Männerheime              |                                                           |                                                                                         |
| SN                       | Name des Hauses                                           | Zielgruppe des Hauses                                                                   |
| 1                        | Karunalaya                                                | Heim für mental-kranke, mittellose und ältere Männer in Sanaswadi                       |
| 2                        | Kinara                                                    | Heim für bedürftige und ältere Männer in Awhalwadi                                      |
| 3                        | Sandhya                                                   | Heim für bedürftige und ältere Männer in Ratnagiri                                      |
| 4                        | Shanti Niwas                                              | Heim für mittellose, mental- und physisch-kranke Männer in Wardha                       |
| 5                        | Snehatheram                                               | Heim für bedürftige und ältere Männer in Ernakulam                                      |
| 6                        | Punarjeevan                                               | Heim für mittellose, mental- und physisch-kranke Männer in Jharkhand                    |
| 7                        | Premnivas                                                 | Heim für mittellose, mental- und physisch-kranke Männer in Tirupati, Andhra and Pradesh |
| 8                        | Madhu Niwas                                               | Heim für mittellose, mental- und physisch-kranke Männer in Kolkata                      |
| 9                        | Prashanti Nilayam                                         | Heim für bedürftige und ältere Männer in Tirupati                                       |